# Evgenij Alekseev (cestista)
Evgenij Nikolaevič Alekseev (in russo Евгений Николаевич Алексеев?; Mosca, 22 marzo 1919 – Mosca, 28 febbraio 2005) è stato un cestista e allenatore di pallacanestro sovietico.

## Carriera
Con l'Unione Sovietica ha disputato i Campionati europei del 1947.

## Palmarès

### Allenatore
- Campionato sovietico: 6

CSKA Mosca: 1960, 1960-61, 1961-62, 1963-64, 1964-65, 1965-66